# Асара, Хосе Николас де
Хосе Николас де Асара (исп. José Nicolás de Azara; 5 декабря 1730, Барбуньялес, провинция Уэска, Арагон — 26 января 1804, Париж) — испанский дипломат и знаток искусств.

## Биография
Слушал лекции при университетах в Уэске и Саламанке. В 1765 году был назначен испанским уполномоченным в Риме. Там он вступил в кружок учёных и художников и особенно сблизился с Менгсом и его учёным соотечественником Артеагой. В качестве дипломата он проявлял большую ловкость, имел большое влияние на отношения испанского двора к папскому престолу, особенно при Клименте XIV, и значительно содействовал уничтожению ордена иезуитов.
Дважды — в 1798 и 1802 годах он был назначен послом в Париже, где и умер 26 января 1804 года.
Издал сочинения своего друга Менгса, снабдив их его биографией.
Брат его, дон Феликс де Асара, известен как путешественник и естествоиспытатель.